# Brawl Brothers
Brawl Brothers, i Japan känt som Rushing Beat Ran: Fukusei Toshi (ラッシング・ビート 乱　複製都市 "Rushing Beat Chaos: The City of Clones"?), är ett  sidscrollande beat 'em up-spel utvecklat av Jaleco och utgivet 1992 till SNES. Spelet är det andra i Rushing Beat-serien, och uppföljaren till det spel som utanför Japan kallas Rival Turf!. I vissa delar av Europa marknadsfördes spelets som Rival Turf 2.
I västvärlden kunde man genom en fuskkod komma åt den japanska versionen av spelet.

## Handling
Rick och Doug bedriver ett gym i Bayside City. Dieter kidnappar karate- och judomästaren Lord J,. ninjan Kazan och professionella fribrottaren Wendy, så att han kan klona dem och skapa en armé av kämpar och använda dem för sina onda planer.

### Fotnoter
1. ↑  ”Brawl Brothers” (på engelska). Mobygames. 10 mars 1992. http://www.mobygames.com/game/brawl-brothers. Läst 15 maj 2014.